# السمفونية السادسة (بيتهوفن)

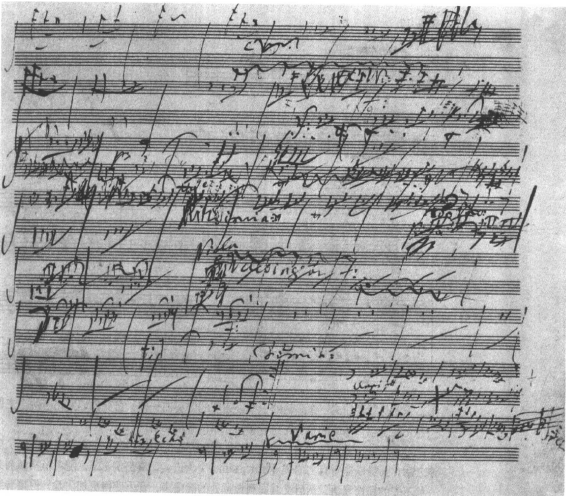
صفحة من السمفونية السادسة بخط بيتهوفن.

السمفونية السادسة لبيتهوفن في سلم فا الكبير تصنيف Op. 68، (والتي تعرف أيضاً باسم السمفونية الرعوية Pastorale نسبة إلى الأدب الرعوي) هي سمفونية للمؤلف الموسيقار لودفيج فان بيتهوفن من خمس حركات، والتي أتمها سنة 1808.
عزفت السمفونية لأول مرة في كانون الأول/ديسمبر سنة 1808 في مسرح تياتر أن در فين Theater an der Wien في فيينا في حفلة موسيقية امتدت لأربع ساعات.

## الآلات الموسيقية والهيئة
يلزم للسمفونية وجود 2 فلوت، و2 أوبوا، و2 يراعة، و2 مزمار، و2 بوق فرنسي و2 بوق و1 دفية (من أجل الحركة الرابعة فقط) و1 سرناي (من أجل الحركة الرابعة فقط) و2 مترددة (من أجل الحركتين الرابعة والخامسة) بالإضافة إلى الآلات الوترية ذات القوس.
هناك خمس حركات في هذه السمفونية، بدلاً من أربع كما كان سائداً في الحقبة الكلاسيكية. قام بيتهوفن بعنونة كل حركة بعنوان كالتالي على الترتيب (العنوان بين قوسين باللغة الألمانية وترجمتها إلى العربية):
1. Allegro ma non troppo (انبلاج الأسارير بالوصول إلى الريف Erwachen heiterer Empfindungen bei der Ankunft auf dem Lande)
2. Andante molto mosso (المشاهد الطبيعية على ضفاف النهر Szene am Bach)
3. Allegro (المشاركة البهيجة لأبناء الريف Lustiges Zusammensein der Landleute)
4. Allegro (الإبراق والإرعاد، العاصفة Gewitter, Sturm)
5. Allegretto (أغنية الرعاة، البهجة ومشاعر الامتنان بعد العاصفة Hirtengesang. Frohe und dankbare Gefühle nach dem Sturm)